# 夏の夜の夢 (ブリテン)
『夏の夜の夢』（なつのよのゆめ、A Midsummer Night's Dream）作品64は、ベンジャミン・ブリテンが作曲した3幕からなるオペラ。『真夏の夜の夢』とも訳される。
1957年作曲の『ノアの洪水』以来3年ぶりとなる11作目のオペラで、ブリテンが生み出した舞台作品の中では中型の規模を持つ作品である（例に初期の本格的なオペラ『ピーター・グライムズ』と小編成の室内オペラ『ねじの回転』の中間に位置する）。
原作はウィリアム・シェイクスピア作の戯曲『夏の夜の夢』を基に、ブリテンとピーター・ピアーズが台本を作成した。なお台本の約半分は原作の台詞をそのまま使用している。

## 概要
1960年に、オールドバラ音楽祭のジュビリー・ホールの再建を記念して、そのこけら落としのために作曲されたオペラである。ブリテンはこけら落としまで間に合わせるように、1959年8月から作曲を開始し、翌1960年4月に全曲を完成させている。
初演は1960年6月11日に、オールドバラのジュビリー・ホールでブリテン自身の指揮で行われた。この初演時のキャストにピアーズの他、アルフレッド・デラー、ジェニファ・ヴィヴィアン、ジョン・カーライルらが参加している。初演後コヴェント・ガーデン、ハンブルク、ベルリン、東京、ミラノ、チューリッヒなど各地で上演されている（日本初演は1962年5月31日に東京二期会による）。初演後の1960年にブージー・アンド・ホークス社より総譜とピアノ譜が出版された。
シェイクスピア原作の台詞をあえて加えずに短縮して再編させた台本に基づいた本作は、「夢」の世界における心理構成の探究とその表出を試みたものとして位置づけられている（和声的、動機的、音色的手法などの使用）。ブリテンは「夢」や「眠り」といったものに拘っており、本作の後に『ノクターン』（作品60,テノール、弦楽と7つの楽器のための）やギターのための『ノクターナル』（作品70）などを作曲しているが、これらの作品にもそのテーマが用いられていることから、相当な愛着があったことは明瞭である。

## 登場人物
| 妖精たち       | 妖精たち           | 妖精たち                                   |
| 人物名         | 声域               | 役                                         |
| -------------- | ------------------ | ------------------------------------------ |
| オベロン       | カウンターテノール | 妖精の王                                   |
| タイターニア   | ソプラノ           | オベロンの妃                               |
| パック         | 語り手             | オベロンに仕える小さな妖精                 |
| くもの巣       | ボーイ・ソプラノ   | タイターニアに付く妖精                     |
| 豆の花         | ボーイ・ソプラノ   | タイターニアに付く妖精                     |
| からしの種     | ボーイ・ソプラノ   | タイターニアに付く妖精                     |
| 蛾             | ボーイ・ソプラノ   | タイターニアに付く妖精                     |
| 妖精           | ボーイ・ソプラノ   |                                            |
| 廷臣たち       |                    |                                            |
| 人物名         | 声域               | 役                                         |
| シーシアス     | バス               | アテネの大公                               |
| ヒポリタ       | アルト             | アマゾン族の女王                           |
| 恋人たち       |                    |                                            |
| 人物名         | 声域               | 役                                         |
| ライザンダー   | テノール           | ハーミアを恋する恋敵                       |
| デメトリアス   | バリトン           | ハーミアを恋する恋敵                       |
| ハーミア       | メッゾ・ソプラノ   | ライザンダーに恋する女性                   |
| ヘレナ         | ソプラノ           | デメトリアスに恋する女性                   |
| 田舎の人たち   |                    |                                            |
| 人物名         | 声域               | 役                                         |
| ボトム         | バス               | 機屋、劇中ではピラマス                     |
| クィンス       | バス               | 大工、劇中では劇の制作者                   |
| フルート       | テノール           | ふいご(オルガン)の修理屋、劇中ではシスピー |
| スナッグ       | バス               | 指物屋、劇中ではライオン                   |
| スナウト       | テノール           | 鋳掛屋、劇中では塀                         |
| スターヴリング | テノール           | 仕立て屋                                   |

この他妖精の合唱も含まれる。

## 楽器編成
- 木管楽器：ピッコロ2、フルート2、オーボエ1、コーラングレ1、クラリネット2、ファゴット1
- 金管楽器：ホルン2、トランペット、トロンボーン
- 打楽器（奏者2）：ティンパニ、トライアングル、シンバル、タンブリン、タムタム（ゴング）、ウッドブロック2、シロフォン、タンブロ、小太鼓、テナードラム、大太鼓、ベル2
- 弦五部
- その他：リコーダー2、ハープ2、チェンバロ（またはチェレスタ）、小シンバル

## 演奏時間
全体は約2時間24分（第1幕:約47分、第2幕:約48分、第3幕:約49分）。

## あらすじ
基本的にシェイクスピアの原作と同じ内容で沿っている。舞台はアテネの近くの森、シーシュースの城。

### 第1幕 夕暮の森の中
オベロンとその妃タイタニアは、インドから来た小姓をどちらのものにするかで夫婦喧嘩をしている。一計を案じたオペロンは妖精パックに「浮気草」（睡眠中の者のまぶたに汁を塗ると目を覚めたときに見たものを恋する薬草）を持って帰るように命令する。
舞台が一度空に転換すると、ライサンダーとハーミアが登場する。ハーミアの父親はデメトリウスと結婚をするよう命じたが、ハーミアはこれを拒んでライサンダーと駆け落ちをしていた。彼は「まことの愛が穏やかに実を結んだためしはない」と歌って、互いに愛を誓う。彼らが去るとデメトリウスと彼に片思いするヘレナが登場しはかない愛の懇願をする。
再びオベロンが登場する。パックが薬草を持って帰ると、早速オベロンは麝香草の咲く堤で眠っているタイタニアのまぶたに汁を塗る。また先の二人の話を聞いていたオベロンはパックにつれないアテネ人デメトリウスのまぶたに汁を塗るように命ずる。その最中に、村人たちは近々行われる大公シーシアスの結婚に際し、「ヒラマスとシスピー」の劇を上演するための稽古の打ち合わせが行われ、職人を含む村人たちは今夜練習すると決めて帰って行く。
再びハーミアとライサンダーが現れ、彼らは道に迷い、森の中で床を共にしようと言うライサンダーにハーミアはまだ早いと言うが疲れて眠ってしまう。妖精パックが登場し、寝ているハーミアとライサンダーを、デメトリアスとヘレナの恋仲だと勘違いしてライサンダーのまぶたに薬を塗る。そこへデメトリアスを追ってヘレナが現れるが、目覚めたライサンダーは、惚れ薬の効果によって彼女に夢中になり、愛の告白をして後を追う。その後に目覚めたハーミアはライサンダーがいないことに驚く。タイタニアが妖精の子守歌によって眠るとオベロンが現れ、眠っているタイタニアのまぶたに薬を塗って姿を消す。

### 第2幕 闇夜の森の中
職人たちの劇の練習中、ピラマスを演じるボトムが繁みの中で出番を待っているとき、妖精パックがボトムの頭をロバの頭に変えてしてしまう。突然の怪物の出現に驚いた仲間は一目散に逃げる。眠っていたタイタニアが目覚めると、彼女はロバ頭になったボトムに夢中になる。
様子を見たオベロンは満足するが、そこデメトリアスを追うハーミアが現れる。パックは勘違いを悟り、オベロンが彼のへまを知ると、すぐにヘレナとライサンダーを連れて来させるよう命令し、パックが探しに行ったあとにデメトリアスのまぶたに薬を塗る。
パックがヘレナとライサンダーをおびき寄せているが、ライサンダーはヘレナを口説いていた。そこに目覚めたデメトリアスはヘレナに夢中になり愛の告白をするが、邪険だった男の変わりようにからかわれていると思ったヘレナは、（ハーミアが登場してからは）3人と共謀した悪戯だと思い込み怒りを露わにする。今までハーミアを争っていたライサンダーとデメトリアスは、今度はヘレナを巡って決闘する事態になる。そしてどこかで決着をつけようとそれぞれ退場する。オベロンはパックを叱り、事態の収集を命じられたパックは夜霧と声色を巧みに使って4人を森の中で眠らせる。そしてライサンダーのまぶたに薬を塗る。

### 第3幕 早朝の森
第1場
ロバ頭のボトムと一緒に眠るタイタニアを見たオベロンは、インドの小姓を自分のものにして満足したうえ、もうよいだろうと決意して妻の魔法を解かせ、目覚めたタイタニアと仲直りをする。パックが朝を知らせる角笛を吹き、4人の恋人もそれぞれ目を覚ます。そしてロバの頭にされたボトムが元の頭に戻る。一方村の職人たちはボトムを心配し、芝居ができないと不安を募らせるがボトムが戻ってくると皆は喜ぶ。
第2場
場面が宮殿に転換。シーシアス大公の許に、掟を破って駆落ちしようとした2組の恋人たちが現れて大公に許しを請う。大公はこれを許し、今日の自分の結婚と共に2人の結婚式も挙げることを決める。儀式に職人たちの劇が上演され、劇が終わると村人たちがベルガマスク舞曲を踊る。人々が去るとオベロン夫妻やパックら妖精たちも登場して3組の男女を祝福する。あとにパックだけが残り、後口上をして幕が下りる。

## 録音
ブリテン自身の指揮による1966年の録音が存在する（ロンドン交響楽団他の演奏）。この他コリン・デイヴィス（フィリップス音源）やリチャード・ヒコックスの指揮による録音がある。